# Thống Nhất, Buôn Hồ
Thống Nhất là một phường thuộc thị xã Buôn Hồ, tỉnh Đắk Lắk, Việt Nam.

## Địa lý
Phường Thống Nhất nằm ở phía nam thị xã Buôn Hồ, có vị trí địa lý:
- Phía đông giáp các xã Ea Blang và Ea Siên
- Phía tây giáp xã Cư Bao và huyện Cư M'gar
- Phía nam giáp phường Bình Tân
- Phía bắc giáp các phường Đoàn Kết và Thiện An.

Phường Thống Nhất có diện tích 17,85 km², dân số năm 2008 là 12.815 người, mật độ dân số đạt 718 người/km².

## Lịch sử
Trước đây, Thống Nhất là một xã thuộc huyện Krông Búk.
Ngày 26 tháng 5 năm 1992, Ban Tổ chức Chính phủ ban hành Quyết định số 313-TCCP. Theo đó, thành lập xã Ea Siên trên cơ sở điều chỉnh 650 ha diện tích tự nhiên và 1.250 người của xã Thống Nhất.
Sau khi điều chỉnh địa giới, xã Thống Nhất còn 4.640 ha diện tích tự nhiên với 11.656 nhân khẩu; gồm 4 Hợp tác xã: Hợp Thành, Quyết Tiến, Tân Hà, Nam Hồng.
Ngày 23 tháng 12 năm 2008, Chính phủ ban hành Nghị định 07/NĐ-CP về việc:
- Chuyển xã Thống Nhất về thị xã Buôn Hồ mới thành lập
- Điều chỉnh 813,2 ha diện tích tự nhiên của xã Thống Nhất về xã Ea Blang quản lý
- Điều chỉnh 312,2 ha diện tích tự nhiên của xã Thống Nhất về xã Bình Thuận quản lý
- Điều chỉnh 383,5 ha diện tích tự nhiên của xã Thống Nhất về xã Cư Bao quản lý
- Thành lập phường Thống Nhất trên cơ sở điều chỉnh 1.691 ha diện tích tự nhiên và 10.968 người của xã Thống Nhất; 94 ha diện tích tự nhiên và 1.847 người của xã Ea Siên
- Thành lập phường Bình Tân trên cơ sở 1.601,79 ha diện tích tự nhiên và 7.397 người còn lại của xã Thống Nhất.

Sau khi thành lập, phường Thống Nhất có 1.785 ha diện tích tự nhiên và 12.815 người.